# E3 Långa
Le E3 Långa, ou E3 (longue distance), est le nom de deux courses hippiques de trot attelé se déroulant fin juin, début juillet, alternativement sur les hippodromes de Bergsåker, de Färjestad (sv) et d'Eskilstuna, en Suède.
Ce sont des courses internationales de Groupe I réservées aux chevaux de 3 ans, hongres et mâles pour l'une, femelles pour l'autre. 
Elles se courent sur la distance de 2 140 mètres, départ à l'autostart, avec pour chacune une allocation qui s'élève à 2 000 000 SEK (environ 179 885 €), dont 1 000 000 SEK pour le vainqueur. Les concurrents se qualifient pour cette finale après quatre séries éliminatoires, disputées quinze jours avant l'épreuve.

## Palmarès depuis 1997 (hongres et mâles)
| Année | Vainqueur         | Pays     | Père              | Driver                | Entraîneur            | Temps  |
| ----- | ----------------- | -------- | ----------------- | --------------------- | --------------------- | ------ |
| 2025  | Wise Guy          | Suède    | Face Time Bourbon | Per Nordström         | Per Nordström         | 1'12"8 |
| 2024  | Dream Mine        | Suède    | Maharajah         | Jörgen Westholm       | Jörgen Westholm       | 1'12"  |
| 2023  | Expo Wise As      | Italie   | Ready Cash        | Alessandro Gocciadoro | Alessandro Gocciadoro | 1'12"4 |
| 2022  | Bedazzled Sox     | Suède    | Brillantissime    | Torbjörn Jansson      | Roger Walmann         | 1'12"6 |
| 2021  | Felix Orlando     | Suède    | Orlando Vici      | Per Nordström         | Per Nordström         | 1'12"1 |
| 2020  | Global Badman     | Suède    | Yield Boko        | Daniel Wäjerste       | Daniel Wäjerste       | 1'13"  |
| 2019  | Aetos Kronos      | Suède    | Bold Eagle        | Örjan Kihlström       | Jerry Riordan         | 1'11"8 |
| 2018  | Attraversiamo     | Suède    | Kiss Français     | Erik Adielsson        | Svante Båth           | 1'12"1 |
| 2017  | Coin Perdu        | Suède    | SJ's Caviar       | Erik Adielsson        | Svante Båth           | 1'12"8 |
| 2016  | Policy of Truth   | Suède    | Explosive Matter  | Örjan Kihlström       | Reijo Liljendahl      | 1'13"6 |
| 2015  | Poet Broline      | Suède    | Quite Easy        | Johan Untersteiner    | Peter Untersteiner    | 1'12"4 |
| 2014  | Al Dente          | Suède    | Scarlet Knight    | Örjan Kihlström       | Catarina Lundström    | 1'13"1 |
| 2013  | Rolling Stones    | Suède    | Viking Kronos     | Örjan Kihlström       | Stefan Hultman        | 1'13"8 |
| 2012  | Chelsea Boko      | Suède    | Chocolatier       | Jorma Kontio          | Timo Nurmos           | 1'12"7 |
| 2011  | Brad de Veluwe    | Finlande | Andover Hall      | Tuomas Korvenoja      | Tuomas Korvenoja      | 1'13"7 |
| 2010  | Amaru Boko        | Suède    | Coktail Jet       | Jorma Kontio          | Timo Nurmos           | 1'12"9 |
| 2009  | Red Hot Dynamite  | Suède    | Enjoy Lavec       | Per Lennartsson       | Timo Nurmos           | 1'12"9 |
| 2008  | Maharajah         | Suède    | Viking Kronos     | Örjan Kihlström       | Stefan Hultman        | 1'13"6 |
| 2007  | Artistic Ås       | Suède    | Malabar Man       | Erik Adielsson        | Stig H. Johansson     | 1'14"4 |
| 2006  | Going Kronos      | Suède    | Viking Kronos     | Lutfi Kolgjini        | Lutfi Kolgjini        | 1'12"2 |
| 2005  | Kung Lavec        | Suède    | Enjoy Lavec       | Lars Lindberg         | Svante Båth           | 1'13"6 |
| 2004  | Everest Ås        | Suède    | Conway Hall       | Lars Lindberg         | Svante Båth           | 1'13"3 |
| 2003  | Face of Speed     | Suède    | Buvetier d'Aunou  | Örjan Kihlström       | Lutfi Kolgjini        | 1'14"4 |
| 2002  | Malabar Circle Ås | Suède    | Malabar Man       | Torbjörn Jansson      | Svante Båth           | 1'15"4 |
| 2001  | Gigant Neo        | Suède    | Super Arnie       | Jorma Kontio          | Stefan Melander       | 1'14"2 |
| 2000  | Simb Illusion     | Suède    | Somatic           | Jim Frick             | Jim Frick             | 1'15"  |
| 1999  | St Goran          | Suède    | Lindy's Crown     | Stig H. Johansson     | Stig H. Johansson     | 1'15"6 |
| 1998  | Igor Brick        | Suède    | Super Arnie       | Roger Malmqvist       | Roger Malmqvist       | 1'15"8 |
| 1997  | Jolly Rocket      | Suède    | Atas Rocket       | Per Lennartsson       | Per Lennartsson       | 1'15"4 |

## Palmarès depuis 2019 (femelles)
| Année | Vainqueur         | Pays  | Père              | Driver               | Entraîneur        | Temps  |
| ----- | ----------------- | ----- | ----------------- | -------------------- | ----------------- | ------ |
| 2025  | Kobra Brick       | Suède | Readly Express    | Mika Forss           | Petri Salmela     | 1'12"1 |
| 2024  | Screen Time Limit | Suède | Face Time Bourbon | Ulf Ohlsson          | Reijo Liljendahl  | 1'13"3 |
| 2023  | Coral Coger       | Suède | Ken Warkentin     | Rikard N. Skoglund   | Ola Åsebö         | 1'12"9 |
| 2022  | Sparven           | Suède | Bird Parker       | Mika Forss           | Jörgen Westholm   | 1'13"6 |
| 2021  | Red Lady Express  | Suède | Readly Express    | Carl Johan Jepson    | Christian Persson | 1'12"6 |
| 2020  | Barbro Kronos     | Suède | Trixto            | Erik Adielsson       | Svante Båth       | 1'13"8 |
| 2019  | Mascate Match     | Suède | Muscle Mass       | Pekka Korpi          | Pekka Korpi       | 1'12"3 |
| 2018  | Zara Kronos       | Suède | Raja Mirchi       | Joakim Lövgren       | Joakim Lövgren    | 1'12"7 |
| 2017  | Violet Bi         | Suède | Equinox Bi        | Jim Oscarsson        | Jim Oscarsson     | 1'13"7 |
| 2016  | Uncertain Age     | Suède | Jocose            | Christoffer Eriksson | Tomas Malmqvist   | 1'13"5 |
| 2015  | Timbal            | Suède | From Above        | Robert Bergh         | Robert Bergh      | 1'12"5 |